# Tegocassis
Tegocassis là một chi bọ cánh cứng trong họ Chrysomelidae.
Chi này được miêu tả khoa học năm 1924 bởi Spaeth.

## Các loài
Chi này gồm các loài:
- Tegocassis corpulenta (Weise, 1904)